# Королівська змія чудова
Королівська змія чудова (Lampropeltis splendida) — неотруйна змія з роду Королівська змія родини вужеві.

## Опис
Загальна довжина досягає 1,2—1,3 м. Голова чорна з вертикальними світлими смугами на губних щитках. Загальний тон забарвлення спини темно-коричневий або чорний. З боків луска з великою кількістю жовтого. Малюнок складається з великих, більш-менш виражених, чотирикутних сідлоподібних темних плям, розділених 2—3 вузькими жовтими поперечними лініями. Черево повністю чорне.

## Спосіб життя
Полюбляє посушливі рівнини та передгір'я, чагарникові зарості, воліє триматися по берегах водойм. Активна вночі. Харчується ящірками, зміями та амфібіями.
Це яйцекладна змія. Самиця відкладає до 22 яєць.

## Розповсюдження
Мешкає від центрального та південного Техасу на заході до півдня Аризони (США) й півночі Мексики.